# Anolis duellmani
Anolis duellmani е вид влечуго от семейство Dactyloidae.

## Разпространение
Видът е разпространен в Мексико.